# Waterair

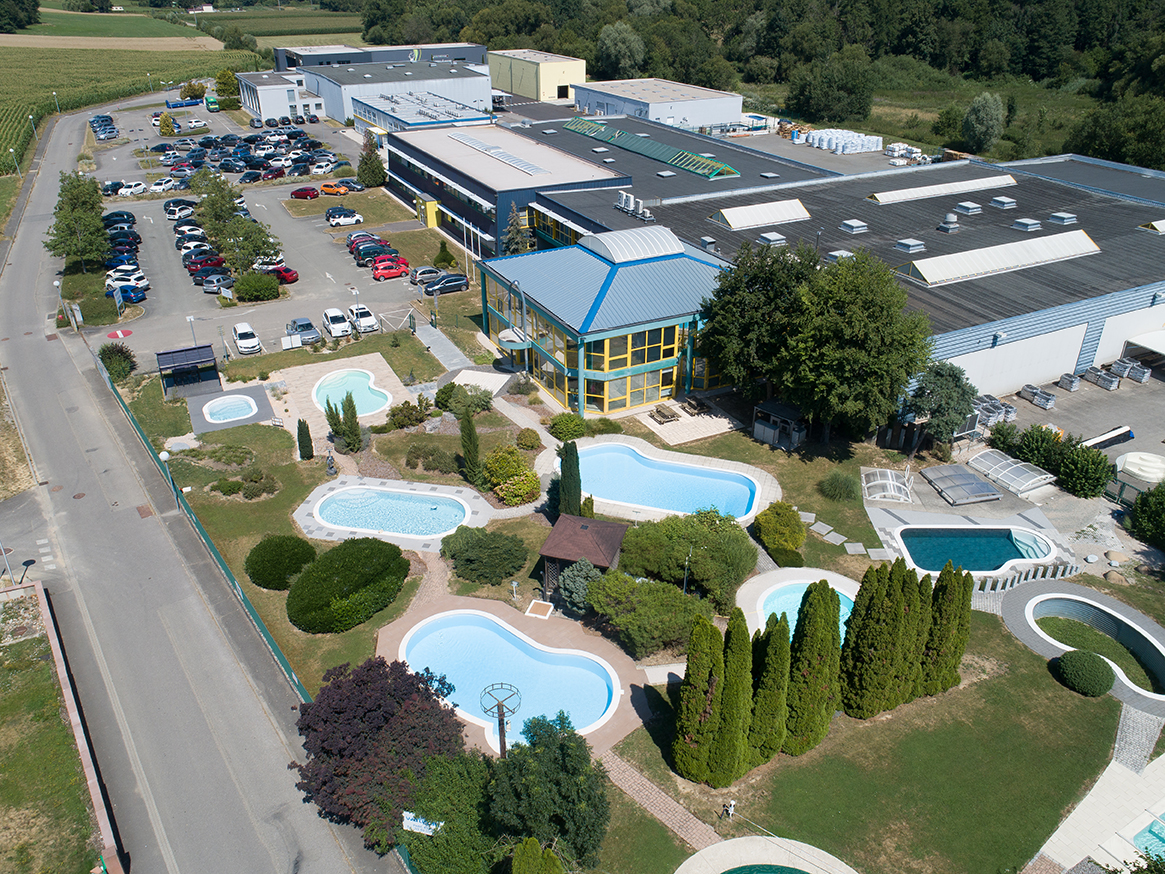
Siège social de Piscines Waterair, à Seppois-le-Bas

Piscines Waterair est une société française qui fabrique et commercialise des piscines en kit avec ossature en acier ondé, ainsi que des équipements et accessoires de piscine. Elle a vendu plus de 110 000 piscines en Europe. Elle est le premier fabricant en Europe sur le segment des piscines en kit.

## Historique
En 1972, André Cholley crée la société basée à Seppois-le-Bas, Haut-Rhin. Piscines Waterair est alors une entreprise familiale, implantée localement.
Waterair est également l'inventeur de la piscine avec ossature en acier ondé . 
La société entre en bourse en 1999 et est cotée au second Marché jusqu'en février 2002. C'est à cette date que le président actuel, Jacques Braun, rachète la société, qui se retire de la bourse.
La société Piscines Waterair salarie 310 personnes en 2019. L'entreprise est également membre de la Fédération des Professionnels de la Piscine (FPP) et certifiée « Propiscines ».

## Implantation
Piscines Waterair est présent sur l’ensemble du territoire français ainsi que dans 29 pays en Europe. 
La société dispose de quatre centres exposition en France, à Seppois-le-bas en Alsace, à Genas en Auvergne-Rhône-Alpes, à Lespinasse en Occitanie et à Saint-Herblain en Loire-Atlantique. 
Les piscines sont produites au siège social à Seppois-le-bas et les margelles en Allemagne. 
Waterair possède aussi deux filiales en Italie et en Espagne. 

## Technologie
Le concept repose sur des panneaux en tôle d'acier, rivetés au niveau des jonctions et renforcés par des étais. La structure ainsi obtenue offre une résistance à la pression de l'eau tout en permettant un montage rapide et la création de formes de bassins libres .

## Innovation
Les produits proposés par Waterair sont développés par son propre bureau d’étude (exemple : piscines, escaliers, couverture solaire multi-fonctions, analyseur connecté, etc...)      